# CD Guabirá
Club Deportivo Guabirá is een Boliviaanse voetbalclub uit Montero. De club werd opgericht in 1962. De thuiswedstrijden worden in het Estadio Gilberto Parada gespeeld, dat plaats biedt aan 18.000 toeschouwers. De clubkleuren zijn rood-blauw. Van 1962 tot 1999 speelde de club in het Estadio Ramón Tahuichi Aguilera.

## Erelijst

##### Semi-professioneel tijdperk
- Copa Simón Bolívar (1)

1975
- Liga Nacional B (1)

2013

##### Professioneel tijdperk
- Copa Simón Bolívar (2)

2007, 2009

## Bekende (oud-)spelers
- Marco Antonio Barrero
- Rolando Coimbra
- Luis Cristaldo
- Hebert Hoyos
- José Luis Medrano
- Juan Berthy Suárez
- Edgar Vaca

Always Ready ·
Atlético Palmaflor ·
Aurora · 
Blooming · 
Bolívar · 
Guabirá · 
Independiente Petrolero · 
Jorge Wilstermann · 
Libertad Gran Mamoré · 
Nacional Potosí · 
Oriente Petrolero · 
Real Santa Cruz · 
Real Tomayapo · 
Royal Pari ·  
The Strongest · 
Universitario de Vinto · 
Vaca Díez ·